# Trachelipus cavaticus
Trachelipus cavaticus är en kräftdjursart som beskrevs av Schmalfuss, Paragamian och Sfenthourakis 2004. Trachelipus cavaticus ingår i släktet Trachelipus och familjen Trachelipodidae. Inga underarter finns listade i Catalogue of Life.